# Parodia rechensis
Parodia rechensis ist eine Pflanzenart aus der Gattung Parodia in der Familie der Kakteengewächse (Cactaceae). Das Artepitheton rechensis verweist auf das Vorkommen der Art beim Dorf Ana Rech im brasilianischen Bundesstaat Rio Grande do Sul.

## Beschreibung
Parodia rechensis verzweigt meist von der Basis und bildet so Gruppen.
Die kugelförmigen bis kurz zylindrisch grünen Triebe erreichen Wuchshöhen von bis zu 7 Zentimeter und Durchmesser von 3,5 bis 5 Zentimeter. Der Triebscheitel ist mit Dornen bedeckt.  Die etwa 18 Rippen sind in der Regel senkrecht oder leicht schief. Die auf ihnen befindlichen Areolen sind weiß bewollt und werden später kahl. Von den drei bis vier dunkelgelben Mitteldornen steht einer ab, die restlichen sind seitlich abstehend. Sie weisen eine Länge von bis zu 1 Zentimeter auf. Die meist vier bis sechs ausstrahlenden weißen bis gelblichen Randdornen sind 6 bis 7 Millimeter lang. Manchmal sind zusätzliche Dornen und Dörnchen vorhanden.
Die gelben Blüten erreichen einen Durchmesser von 3 bis 3,5 Zentimeter und Längen von bis zu 3 Zentimeter. Ihr Perikarpell und die Blütenröhre sind mit roten Schuppen, weißer Wolle und weißen Borsten besetzt. Die Narbe ist cremeweiß. Die roten kugelförmigen Früchte weisen Durchmesser von 6 bis 7 Millimeter auf. Die Früchte enthalten etwa 1 Millimeter große mützenförmige Samen.

## Verbreitung, Systematik und Gefährdung
Parodia rechensis ist in Brasilien im Norden des Bundesstaates Rio Grande do Sul verbreitet.
Die Erstbeschreibung als Notocactus rechensis durch Albert Frederik Hendrik Buining wurde 1968 veröffentlicht. Fred H. Brandt stellte die Art 1982 in die Gattung Parodia. Nomenklatorische Synonyme sind Brasiliparodia rechensis (Buining) F.Ritter (1979) und Brasilicactus rechensis (Buining) Doweld (1999, unkorrekter Name ICBN-Artikel 11.4?).
In der Roten Liste gefährdeter Arten der IUCN wird die Art als „Critically Endangered (CR)“, d. h. als vom Aussterben bedroht geführt.

## Nachweise